# Manuel Lemos
Manuel Lemos fue Gobernador de la Provincia de Mendoza desde el 5 de abril de 1831 hasta el 25 de diciembre de 1831.
| Precedido por: José Videla Castillo | Gobernador de la Provincia de Mendoza 1831 | Sucedido por: Pedro Nolasco Ortiz |

- Datos: Q5993454